# Młynarze (skała)
Młynarze – grupa kilku skał na Górze Zborów na Wyżynie Częstochowskiej, w obrębie wsi Kroczyce w województwie śląskim, powiecie zawierciańskim, w gminie Kroczyce. Znajduje się na zachodnim końcu zwartej grupy skał tego wzniesienia.
Grupa Młynarzy to duży masyw skalny składający się z kilku skał, przez wspinaczy skalnych opisywanych jako Młynarz, Czujnik, Świnka, Zajączek, Wielki Młynarz i Złomiska. Znajdują się na terenie otwartym, dobrze nasłonecznionym. W portalu wspinaczkowym opisane są one jako Młynarz I, Młynarz II, Czujnik, Młyny I, Młyny II, Złomiska. Zbudowane z wapieni skały mają wysokość 12–20 m. Znajdują się w obrębie rezerwatu przyrody Góra Zborów, na określonych warunkach dopuszczono jednak na nich wspinaczkę skalną. Znajdują się na otwartej przestrzeni, są połogie, położone blisko parkingu przy Centrum Dziedzictwa Przyrodniczego i Kulturowego Jury i mają dobrą asekurację. Dzięki temu są jednym z bardziej popularnych miejsc wspinaczkowych w okolicach Podlesic. Wspinacze poprowadzili w nich ponad 60 dróg wspinaczkowych o trudności od III do VI.5 w skali Kurtyki. Drogi wspinaczkowe o wystawie północnej, północno-wschodniej, południowej i południowo-wschodniej.
Obok skał biegną dwa szlaki turystyczne.

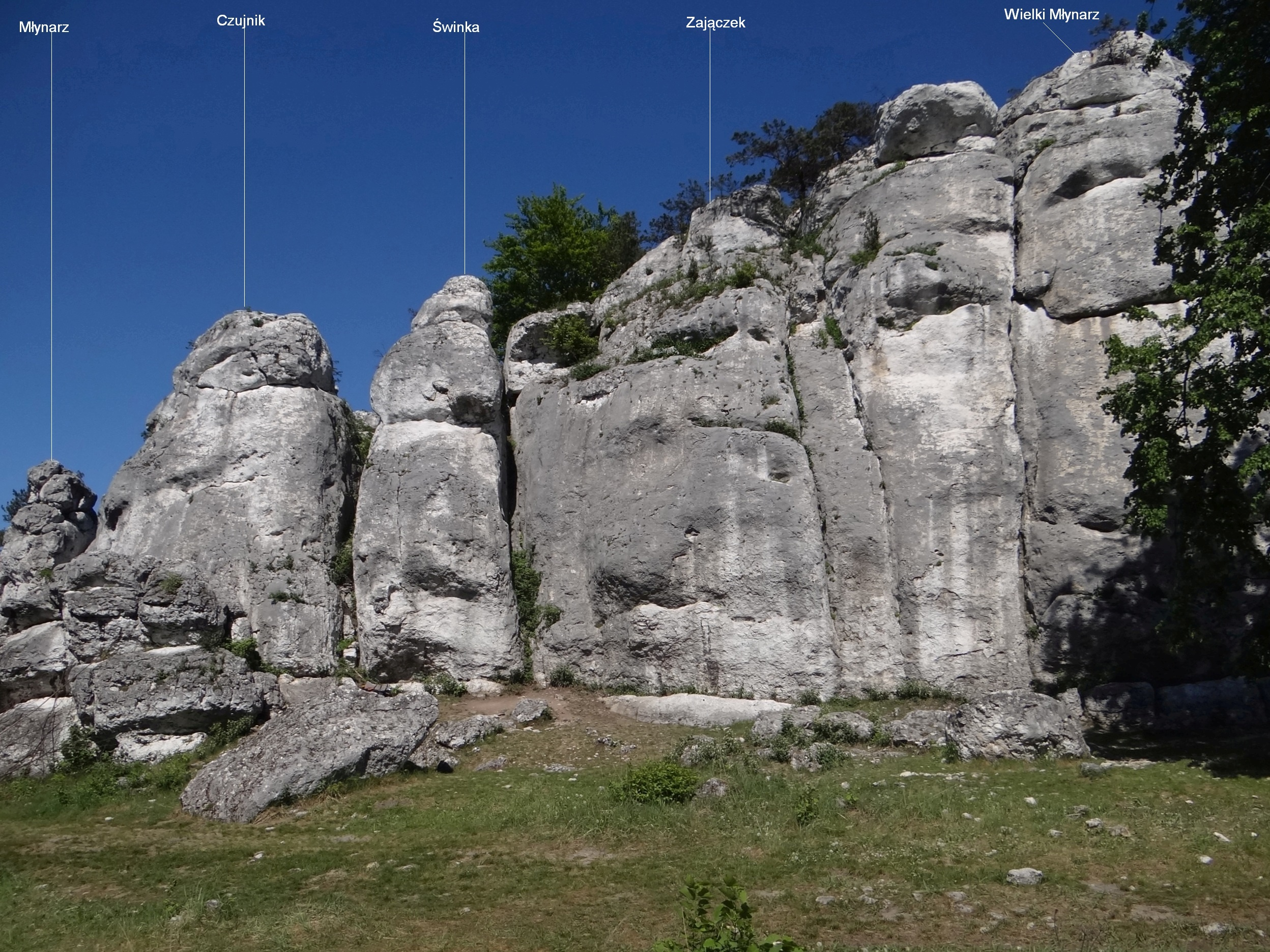
Młynarze
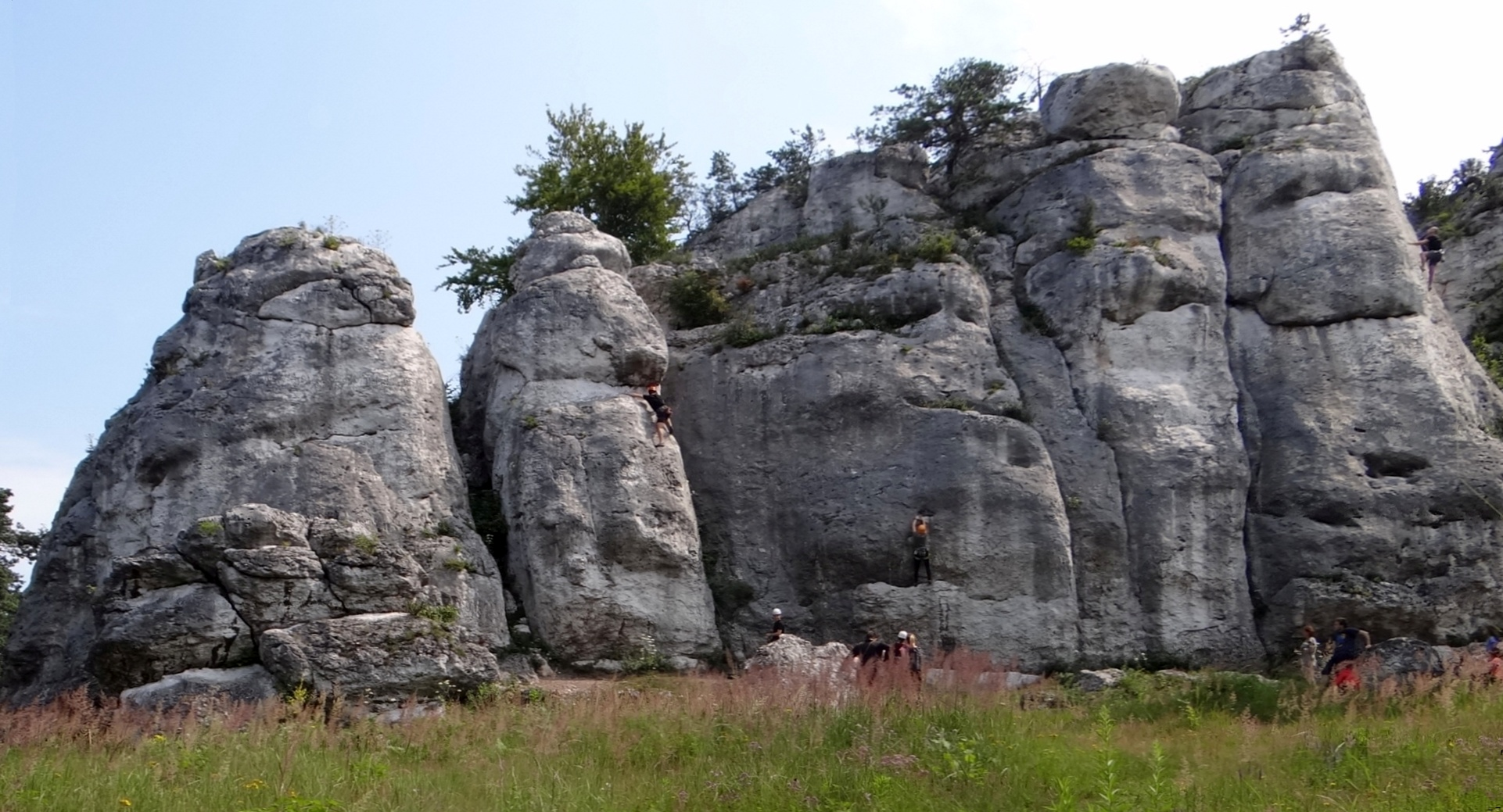
Młynarze od Czujnika do Wielkiego Młynarza
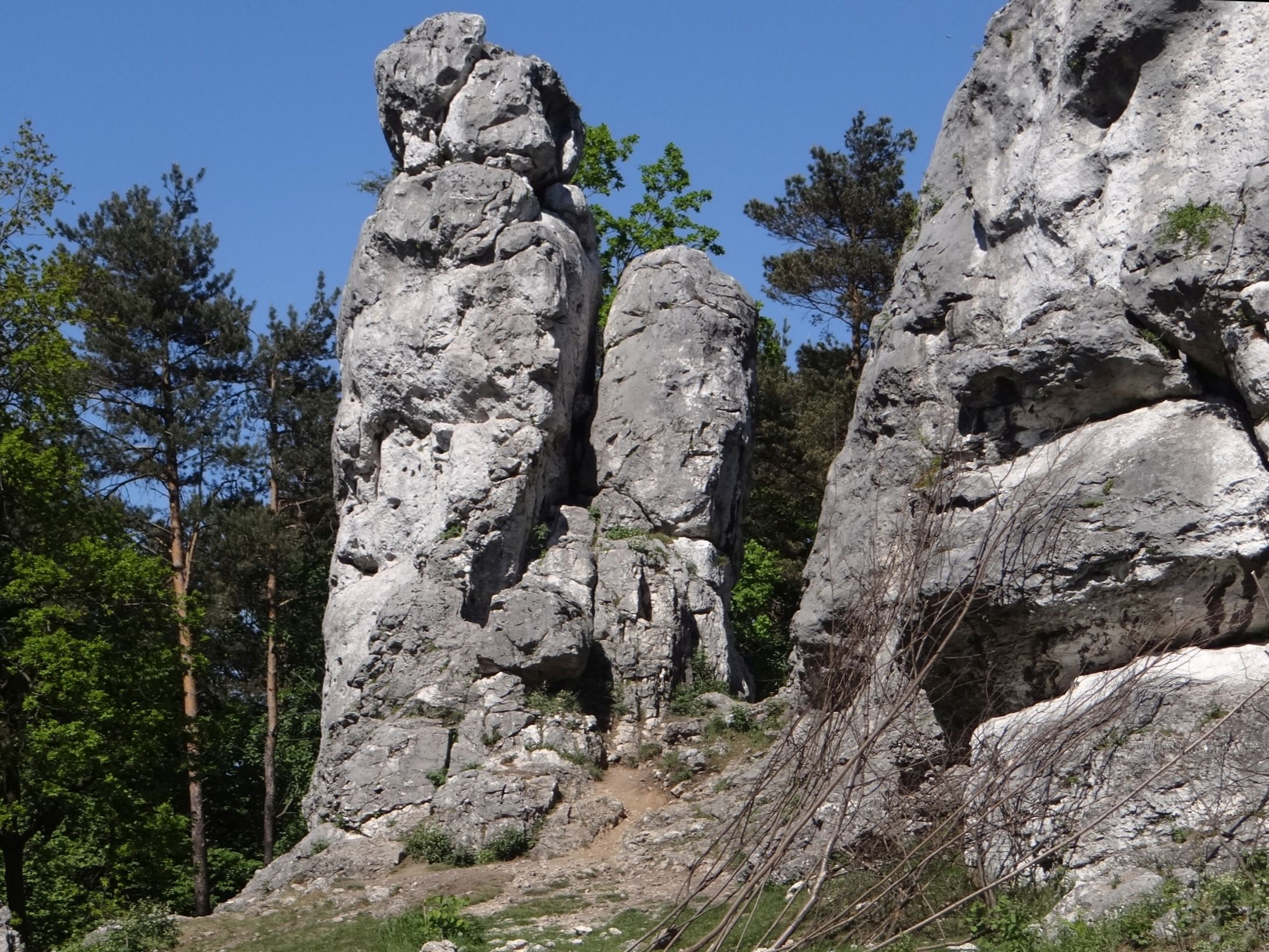
Młynarz i Czujnik
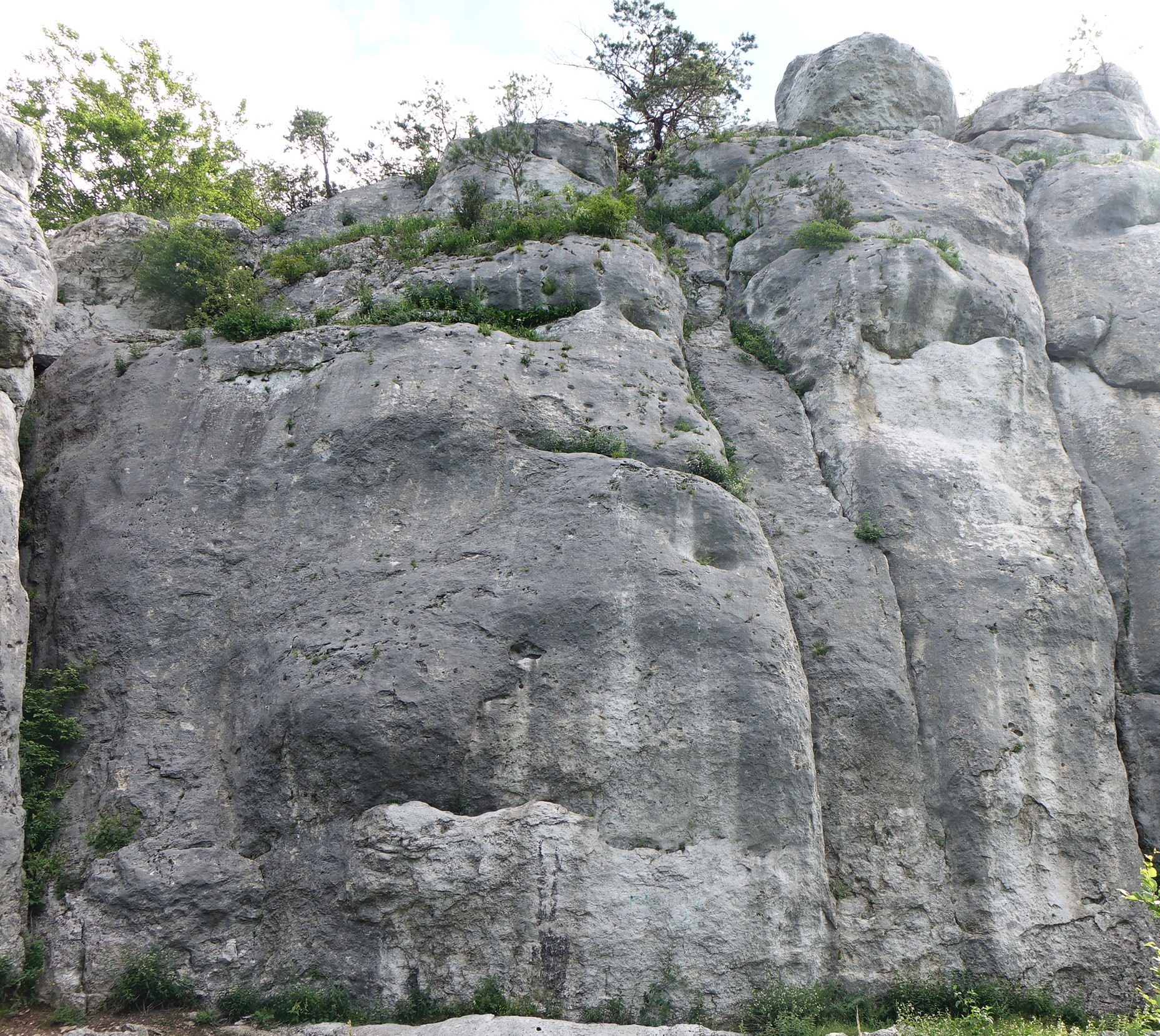
Zajączek
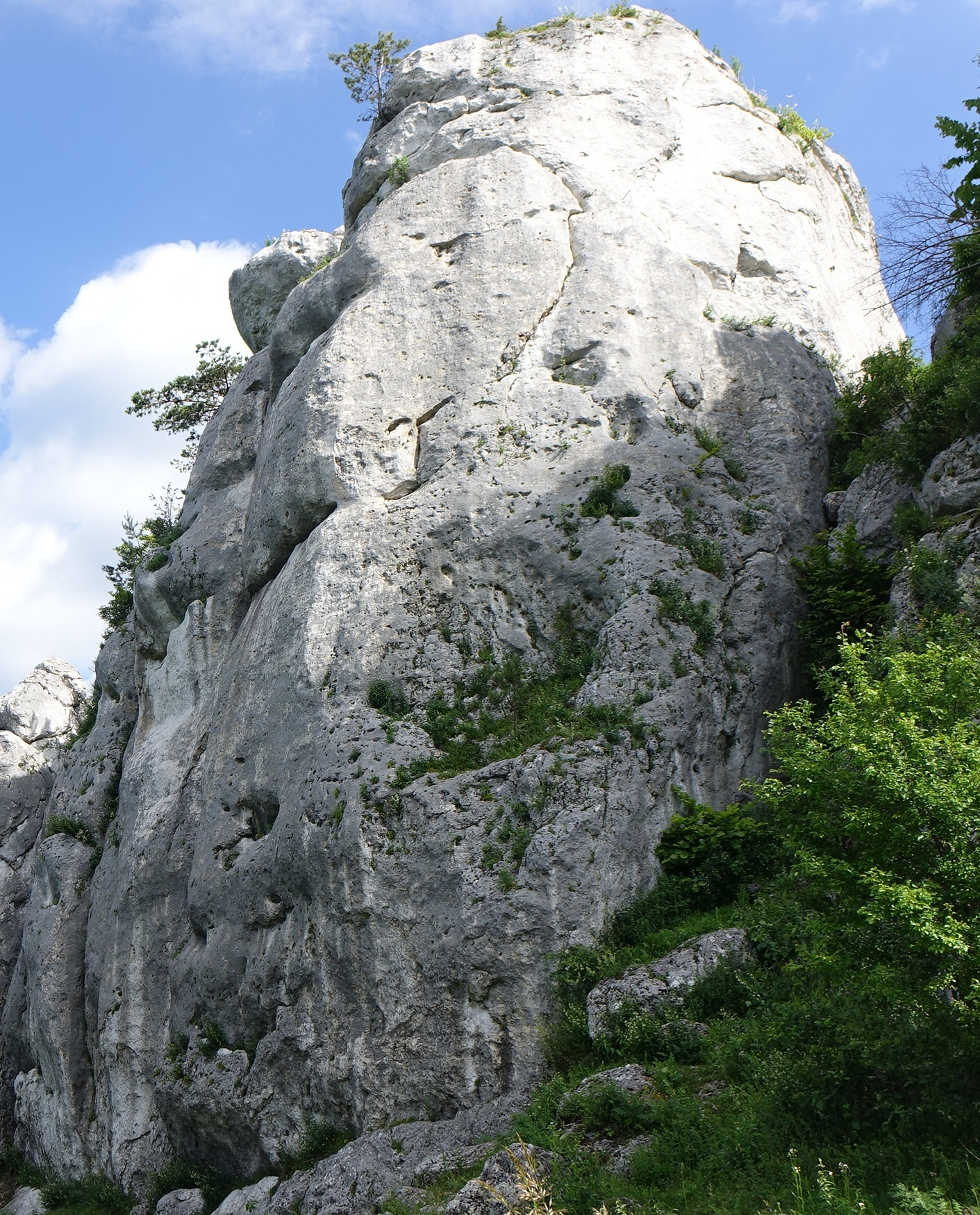
Wielki Młynarz

## Piesze szlaki turystyczne
Szlak Orlich Gniazd: Góra Janowskiego – Podzamcze – Karlin – Żerkowice – Morsko – Góra Zborów – Zdów-Młyny – Bobolice – Mirów – Niegowa.
 Szlak Rzędkowicki: Mrzygłód – Myszków – Góra Włodowska – Rzędkowickie Skały – Góra Zborów (parking u stóp góry).